# Pathfinder Football Club
O FC Malaga City New York é um clube de futebol de Pleasant Valley, Nova York, que compete na Divisão Nordeste da USL League Two . Sua primeira participação será na temporada de 2021 da USL League Two .

## História
O clube é afiliado ao FC Málaga City Academy of Spain. Todos os anos, o FC Málaga City New York envia toda a sua equipe para a Espanha para treinar e competir durante três meses, e os treinadores da equipe vêm do clube espanhol e todos possuem certificações da UEFA.  A equipe é afiliada à Pathfinder Academy, com seus jogadores frequentando a escola. 